# Ser koryciński

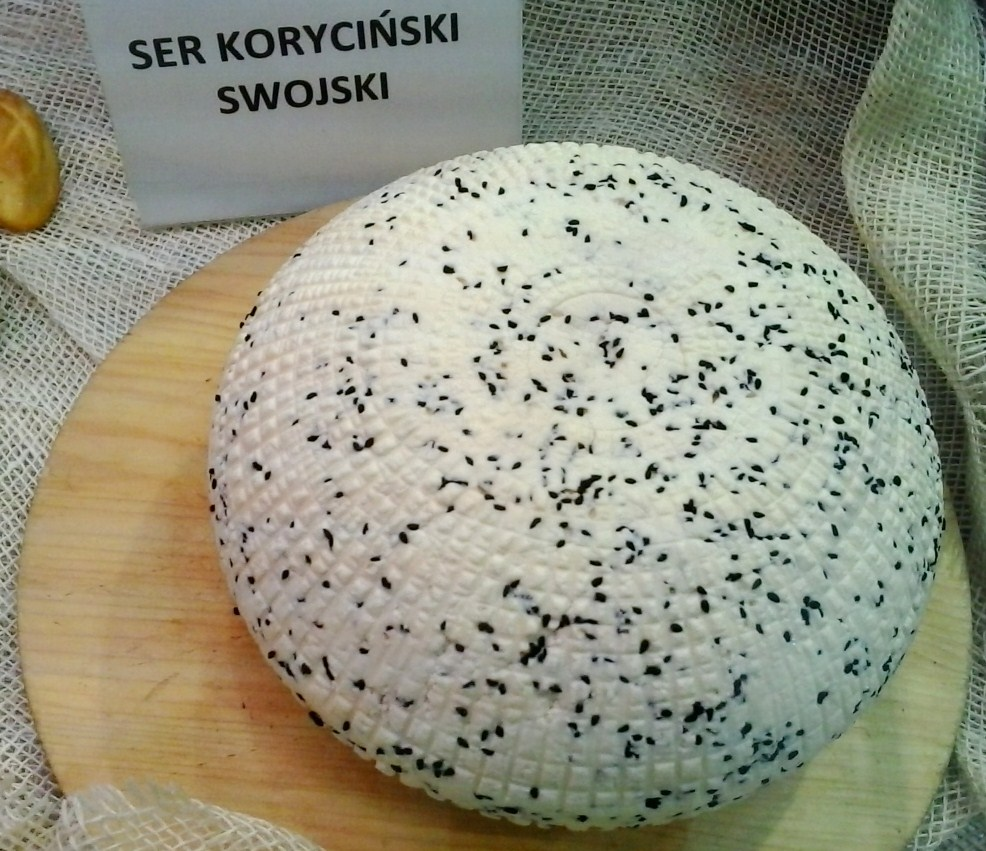
Ser koryciński

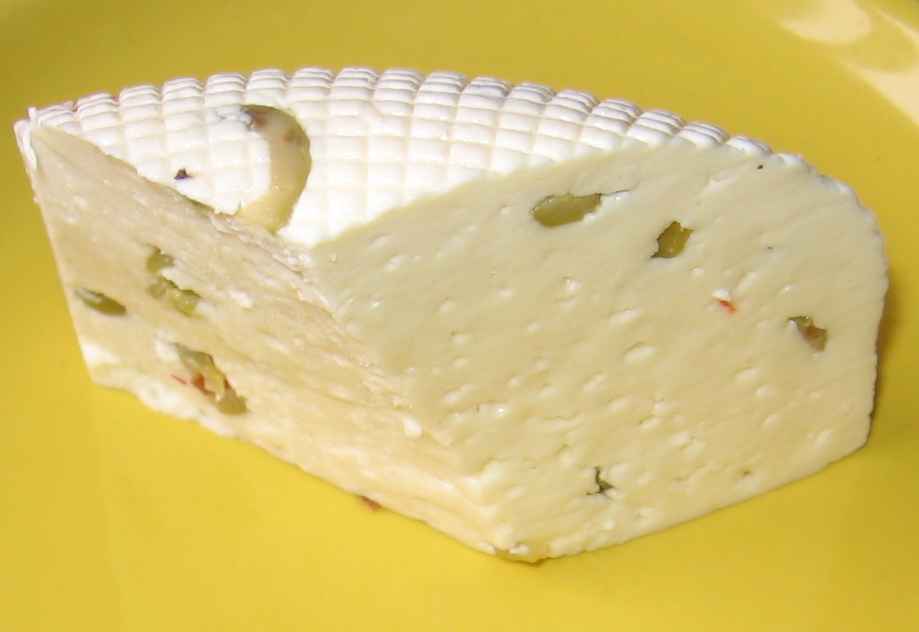
Kawałek sera korycińskiego, wersja z dodatkiem papryki i oliwek

Ser koryciński – lokalna odmiana sera podpuszczkowego produkowana z niepasteryzowanego mleka krowiego w gminie Korycin w woj. podlaskim. W tradycyjnej technologii jego produkcji jako podpuszczkę wykorzystywano wysuszone i starte na proszek żołądki cielęce. Miejscowa legenda głosi, że mieszkańcy Korycina nauczyli się produkcji serów od Szwajcarów, których zaciężne oddziały wojskowe, zaangażowane po polskiej stronie podczas potopu szwedzkiego (1655–1660), brały udział w bitwie pod Korycinem. Potem niektórzy ranni żołnierze kurowali się w folwarku Kumiała w okolicach Korycina i być może część z nich została w Polsce na stałe, przekazując tajemnice serowarstwa miejscowej ludności.
Współcześnie ser koryciński nazywany jest po prostu Swojski, przy czym produkowane są jego odmiany z dodatkami przypraw i ziół, a także czosnku. Ser formowany jest w spłaszczoną kulę o średnicy około trzydziestu centymetrów i masie około 3 kg; na wyprodukowanie takiej ilości sera potrzeba około 25 litrów mleka. Tradycyjnie przenoszono go w drewnianych formach i układano na wymłóconej cepem żytniej słomie w piwnicach, gdzie dojrzewał nawet wiele tygodni. Obecnie zamiast startych żołądków stosuje się podpuszczkę mleczarską, okres leżakowania także bywa znacznie krótszy. Smak sera korycińskiego zależy zarówno od ewentualnego zastosowania różnych ziół i naturalnych dodatków smakowych, jak i od czasu leżakowania, a nawet od pory roku, w której został wytworzony.
W 2005 roku koryciński ser Swojski wpisany został na listę produktów tradycyjnych w Ministerstwie Rolnictwa i Rozwoju Wsi. Zrzeszenie Producentów Sera Korycińskiego liczy około 30 członków.